# ジュリオ・アレーニ
ジュリオ・アレーニ（Giulio Aleni, 1582年 - 1649年6月10日）は、イタリア出身のイエズス会の宣教師。明末の中国で宣教活動を行い、多数の著書がある。中国名は艾儒略(Ài Rúlüè)。

## 略歴
アレーニは北イタリアのブレッシャに生まれた。1600年にイエズス会に入会し、グレゴリアン大学でクリストファー・クラヴィウスに学んだ。ゴア経由で1610年にマカオに至り、そこで数学を教えながら中国に潜入する機会をうかがった。1613年に中国に入り、北京で徐光啓の知遇を得て各地で布教活動を行った。
1625年からは福建省で布教した。1638年にキリスト教排撃事件が起きたためにマカオに引きあげたが、のちに再び福建に戻った。1646年に清が福建に侵入したため、アレーニは福州から逃がれ、延平で1649年に没した。

## 主要な著作

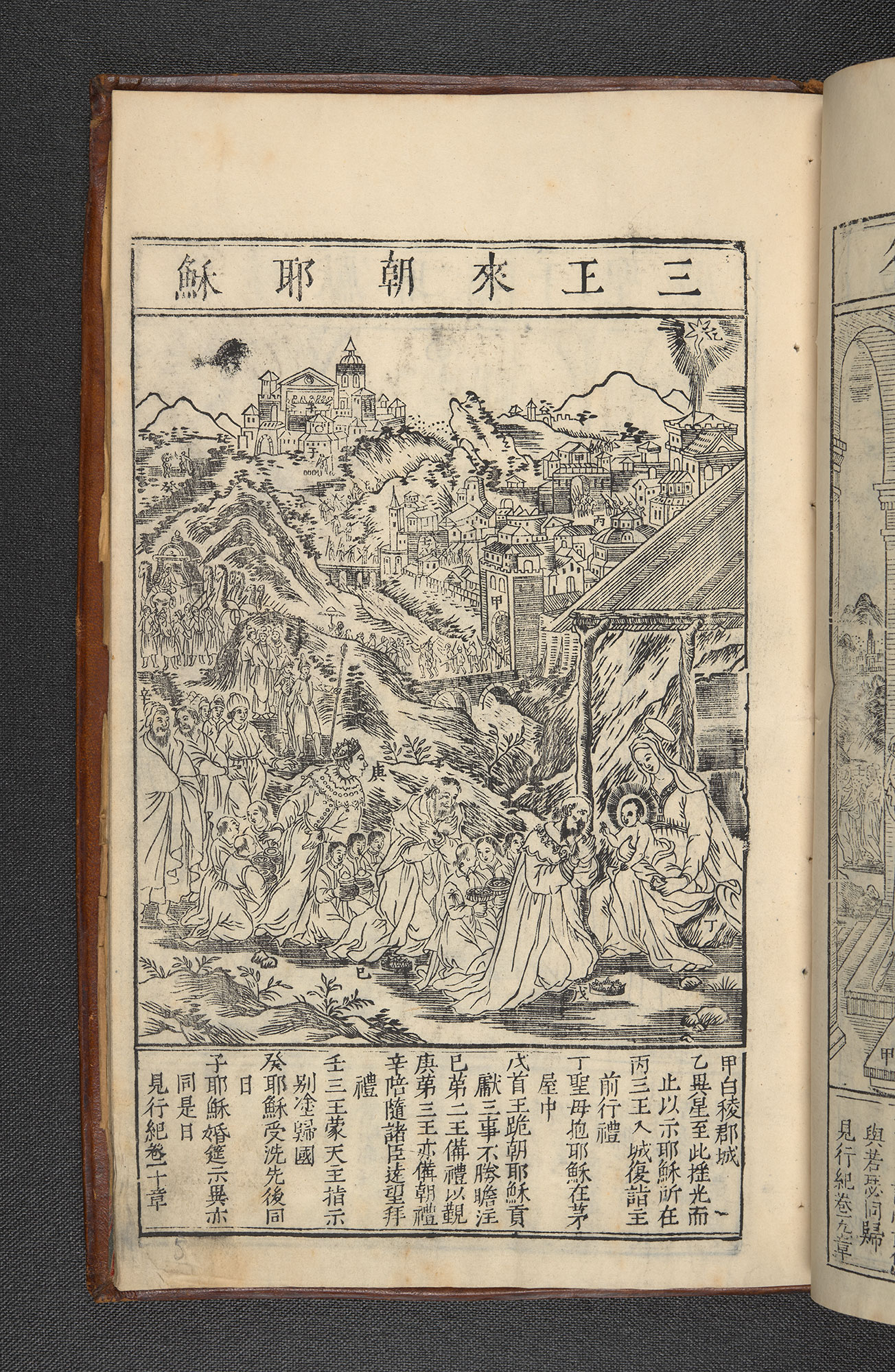
天主降生出像経解

アレーニは中国語で大量の書物を著した。
- 『天主降生出像経解』1635-1637。
キリストの生涯を絵入りで述べた著作。全8巻。
- * 艾儒略 (アレーニ) 著、三島良忠 点『萬物眞原』叢書閣、1886年。doi:10.11501/825057。 NCID BB1088201X。NDLJP:825057。
問答形式のキリスト教の理論書。
- 『三山論学記』。
アレーニと政府高官の問答記録。キリスト教の立場から理気の説や仏教を批判する。
- 『職方外紀』1623年。
世界地理書。ディエゴ・デ・パントーハ、サバティーノ・デ・ウルシスらの草稿をもとに、アレーニが完成した。「万国全図」が附属する。もと5巻。『四庫全書』ほか、いくつかの叢書に収められている。日本語訳として ジュリオ・アレーニ, 楊廷筠著 ; 齊藤正高訳注・解説『大航海時代の地球見聞録 : 通解「職方外紀」』原書房、2017年。 NCID BB23431658。 がある[1]。
- 『西学凡』1623年。
西洋の学術（哲学・修辞学・医学・法学・神学など）を紹介した書物[2]。哲学を「理学」「理科」と訳すなど、現代と異なる訳語を用いる[2]。

なお、『西学凡』『職方外紀』は、李之藻による叢書『天学初函』に収められる。

### 日本への影響
『職方外紀』は、キリスト教禁教の関係で江戸時代の日本で印刷されることはなかったが、多数の写本が残り、西川如見『増補華夷通商考』をはじめとして江戸時代の世界地理学に大きな影響を及ぼした。
『三山論学記』は、平田篤胤の神学に影響を与えた。
『西学凡』は、蘭学者の桂川甫賢に受容されたが、甫賢は「理学」を自然学（自然哲学）に限定して考えていた。